# Ernst Waiblinger
Ernst Waiblinger (* 25. Mai 1915 in Augsburg; † 8. Oktober 1995 in Lüneburg) war ein deutscher Politiker (SPD) und Mitglied des Niedersächsischen Landtages.

## Leben
Nach der Schule arbeitete Ernst Waiblinger in den Jahren 1929 bis 1934 als Kassengehilfe. Danach diente er in Lüneburg als aktiver Soldat. Im Verlauf des Zweiten Weltkrieges erlitt er 1944 eine schwere Verletzung, infolge derer er bis zum Ende des Krieges im Lazarett blieb. Ab dem Jahr 1945 war er bei der Stadt Lüneburg in der Verwaltung angestellt, im Jahr 1951 wurde er zum Vorsitzenden des Betriebsrates gewählt. Er setzte sich sehr für die Betreuung der Heimkehrer und Schwerbeschädigten, den sozialen Wohnungsbau und die Sozialfürsorge ein.
Vom 7. Juli 1956 bis 5. Mai 1959 war er Mitglied des Niedersächsischen Landtages (3. Wahlperiode), dabei war er Fraktionsmitglied der SPD bis 1. Dezember 1957.